# Bill Jaques
Bill Jaques hay Jacques (8 tháng 12 năm 1888 - 1925) là một cầu thủ bóng đá chuyên nghiệp từng thi đấu cho Northfleet United (nơi ông vô địch Kent Senior Cup năm 1910), Coventry City và Tottenham Hotspur.

## Sự nghiệp bóng đá
Jaques kí hợp đồng với Tottenham from Coventry năm 1914. Thủ môn này thi đấu tổng cộng 138 trận trên mọi đấu trường cho câu lạc bộ từ năm 1914 đến năm 1922. Ông thi đấu thường xuyên trong đội hình vô địch Second Division mùa giải 1919-20.

## Danh hiệu
Tottenham Hotspur
- Vô địch Football League Second Division 1919-20